# Holomelaena obscura
Holomelaena obscura är en fjärilsart som beskrevs av Joannis 1906. Holomelaena obscura ingår i släktet Holomelaena och familjen nattflyn. Inga underarter finns listade i Catalogue of Life.